# Міллер-Фоллс (Массачусетс)
Міллер-Фоллс (англ. Millers Falls) — переписна місцевість (CDP) в США, в окрузі Франклін штату Массачусетс. Населення — 994 особи (2020).

## Географія
Міллер-Фоллс розташований за координатами 42°34′45″ пн. ш. 72°29′34″ зх. д. / 42.57917° пн. ш. 72.49278° зх. д. (42.579143, -72.492833).  За даними Бюро перепису населення США в 2010 році переписна місцевість мала площу 2,48 км², з яких 2,37 км² — суходіл та 0,12 км² — водойми.

## Демографія
Згідно з переписом 2010 року, у переписній місцевості мешкало 1139 осіб у 472 домогосподарствах у складі 298 родин. Густота населення становила 459 осіб/км².  Було 518 помешкань (209/км²).
Расовий склад населення:
| - 96,3 % — білих - 0,6 % — корінних американців - 0,4 % — чорних або афроамериканців - 0,4 % — азіатів |

До двох чи більше рас належало 1,5 %. Частка іспаномовних становила 2,0 % від усіх жителів.
За віковим діапазоном населення розподілялося таким чином: 19,6 % — особи молодші 18 років, 67,1 % — особи у віці 18—64 років, 13,3 % — особи у віці 65 років та старші. Медіана віку мешканця становила 40,6 року. На 100 осіб жіночої статі у переписній місцевості припадало 94,0 чоловіків;  на 100 жінок у віці від 18 років та старших — 95,3 чоловіків також старших 18 років.
Середній дохід на одне домашнє господарство  становив 65 271 долар США (медіана — 61 793), а середній дохід на одну сім'ю — 67 475 доларів (медіана — 65 625). Медіана доходів становила 40 625 доларів для чоловіків та 39 632 долари для жінок. За межею бідності перебувало 8,2 % осіб, у тому числі 26,7 % дітей у віці до 18 років та 1,6 % осіб у віці 65 років та старших.
Цивільне працевлаштоване населення становило 495 осіб. Основні галузі зайнятості: освіта, охорона здоров'я та соціальна допомога — 28,9 %, роздрібна торгівля — 16,8 %, виробництво — 13,9 %.